# Helicopsyche boularia
Helicopsyche boularia là một loài Trichoptera trong họ Helicopsychidae. Chúng phân bố ở miền Australasia.